# Lisa Ekdahl
Lisa Ekdahl (Hägersten, 29 luglio 1971) è una cantautrice e musicista svedese, con all'attivo 14 dischi.

## Biografia
Nel 1994, all'età di 22 anni, divenne nota dopo aver pubblicato il suo album di debutto omonimo e il singolo Vem vet. Il disco vendette quasi 800.000 copie e le furono assegnati tre premi musicali svedesi, uno dei quali come miglior artista nazionale dell'anno. 
Inizialmente firmò con la EMI Records, ma in seguito registrò due album pop con la RCA/BMG: Med Kroppen Mot Jorden e Bortom Det Blå nel 1996 e nel 1997. Nel 1998, ha registrato l'album in lingua inglese When Did You Leave Heaven, che conteneva standard jazz. Il suo album successivo, Back To Earth (1999), che solo in Francia ha venduto oltre 40.000 copie.
Il sesto disco, Lisa Ekdahl Sings Salvadore Poe, pubblicato l'anno seguente, con i testi delle canzoni scritte da suo marito, noto come Paul DiBartolo chitarrista della band newyorkese Spread Eagle, ebbe un grande successo in Francia e Scandinavia, dove vendette oltre 120.000 copie.
Nel 2016 ha partecipato alla trasmissione musicale Så mycket bättre trasmesso su TV4.

## Discografia

### Album in studio
- 1994: Lisa Ekdahl
- 1996: Med kroppen mot jorden
- 1997: Bortom det blå
- 2000: Sings Salvadore Poe
- 2004: Olyckssyster
- 2006: Pärlor av glas
- 2009: Give Me That Slow Knowing Smile
- 2014: Look to Your Own Heart
- 2016: Tolkningarna – Så mycket bättre Säsong 7
- 2017: När alla vägar leder hem
- 2018: More of the Good

### Live albums
- 2011: At the Olympia Paris

### Compilation
- 2002: Heaven Earth & Beyond
- 2003: En samling sånger

### Singoli
- 2022 – Triumfera (con David Ritschard)

### Collaborazioni
- 1995: When Did You Leave Heaven (feat Peter Nordahl trio)
- 1998: Back to Earth (feat Peter Nordahl trio)
- 2000: Duetto con Henri Salvador in "All I Really Want Is Love" nell'album Chambre Avec Vue
- 2001: Kiss & Hug: From a Happy Boy (feat Lars H.U.G. nella canzone "Backwards")
- 2003: Duetto con Rod Stewart in "Where or When" nell'album As Time Goes By: The Great American Songbook 2

## Riconoscimenti
- Rockbjörn - "Miglior artista femminile" 1994
- Grammy svedesi 1994
  - Artista dell'anno Pop femminile
  - Artista rock dell'anno
  - Album dell'anno